# Serienbaustelle

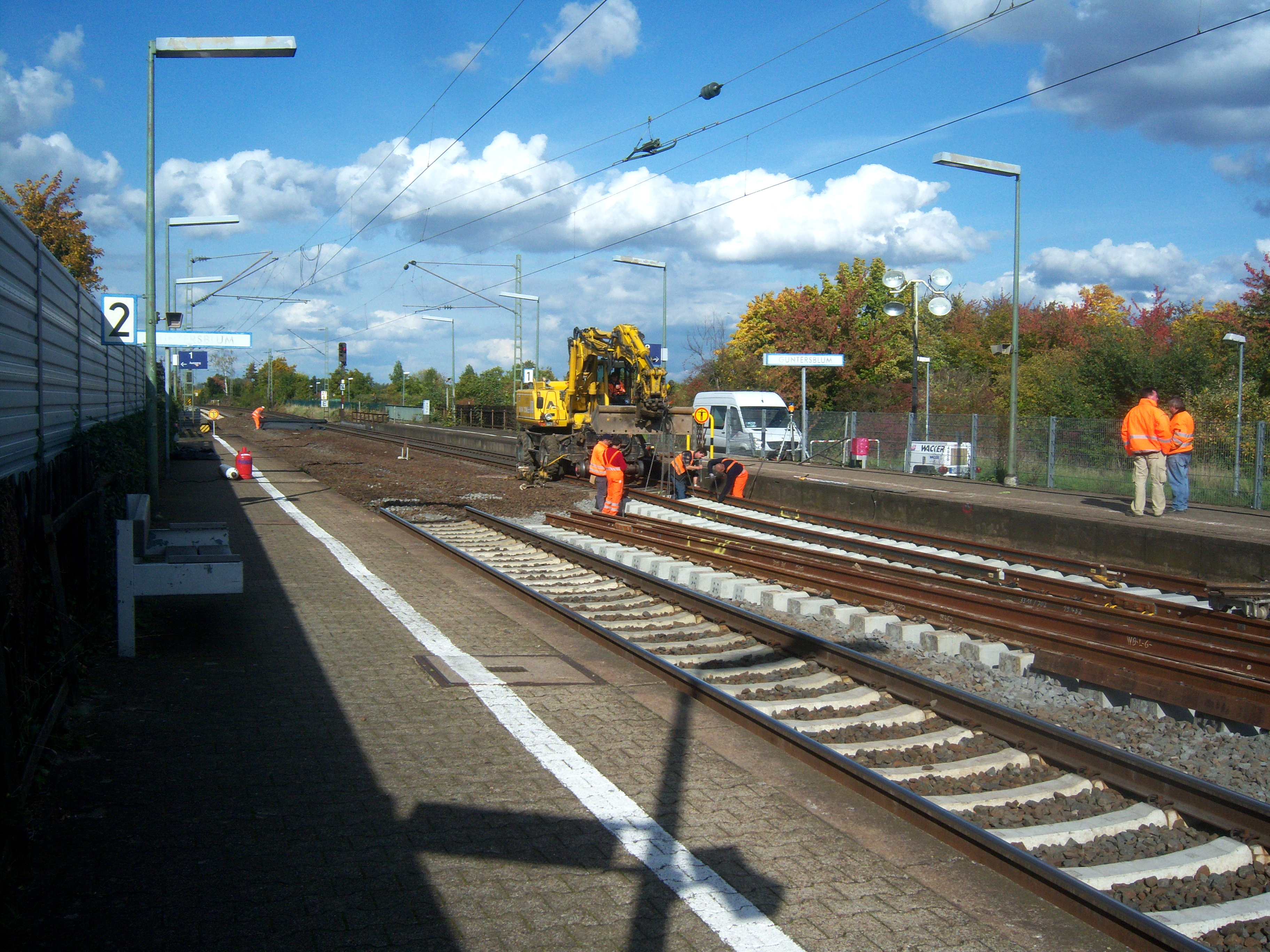
Eine Serienbaustelle auf der Bahnstrecke Mainz–Ludwigshafen im Bahnhof von Guntersblum

Als Serienbaustelle bezeichnet man eine über große Strecken abschnittsweise fortschreitende Baumaßnahme an einem Verkehrsweg, üblicherweise die Sanierung einer Eisenbahnstrecke.
Durch das Zusammenlegen aller Baumaßnahmen in einer Serienbaustelle können Zeit, Kosten und Unannehmlichkeiten für die Fahrgäste gespart werden. 
Bei zweigleisigen Strecken werden Serienbaustellen häufig so realisiert, dass im Bauabschnitt ein eingleisiger Betrieb aufrechterhalten wird. Indem die Bauabschnitte verhältnismäßig kurz gewählt werden, können baubedingte Verspätungen gering gehalten werden. Ist Schienenersatzverkehr nicht zu vermeiden, wird dieser aus demselben Grund nur über kurze Strecken notwendig.